# El Cóndor Pasa

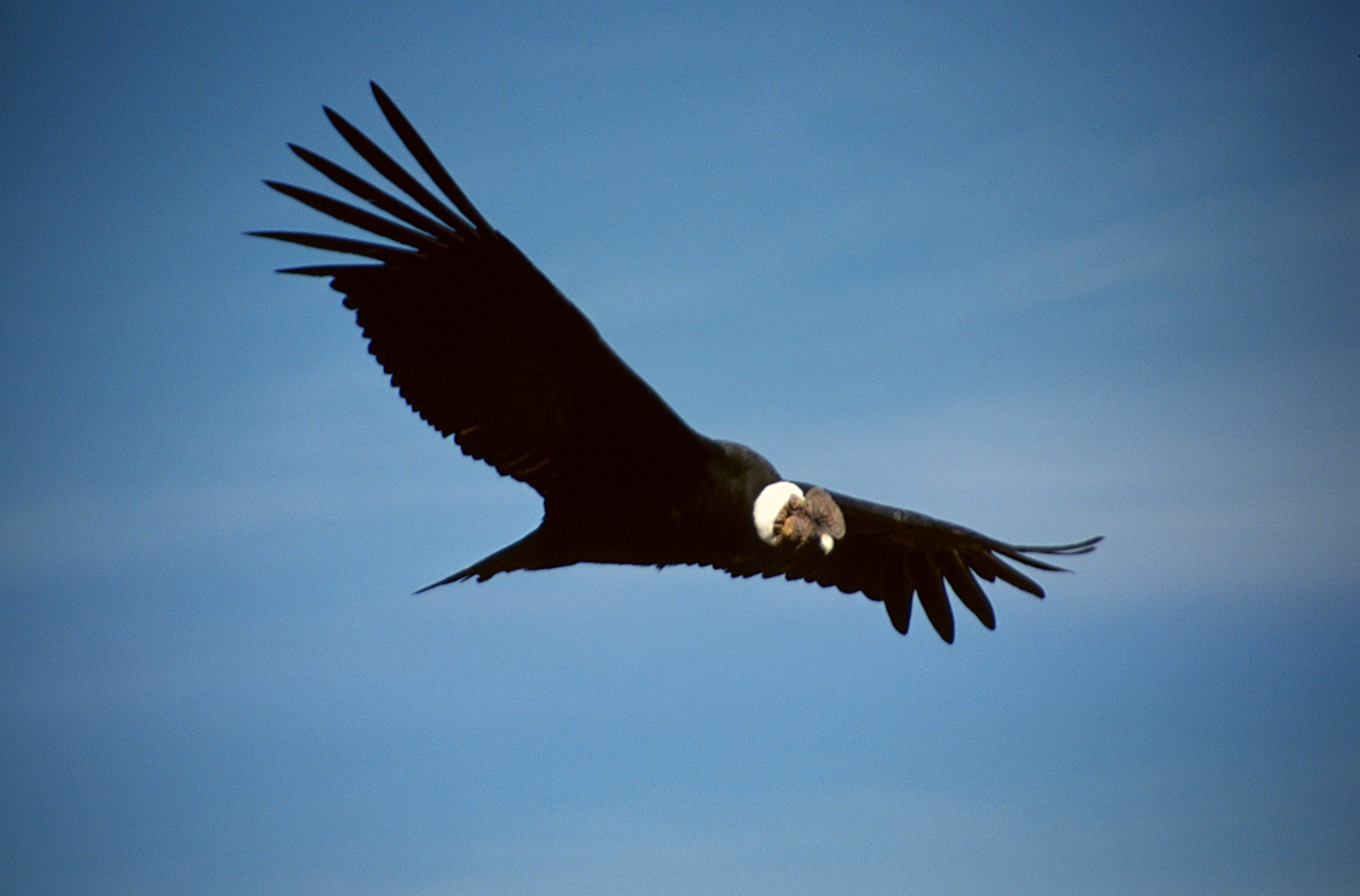
Андійський кондор

El Cóndor Pasa (дослівно іспанською: «Пролітає кондор», частіше перекладається як «Політ кондора») — перуанська сарсуела, або музична п'єса, особливо відома своєю головною піснею із такою ж самою назвою.

## Історія
Музика п'єси була написана у 1913 році Даніелем Роблесом, а лібрето Хуліо Баудуїном під псевдонімом Хуліо з Ла-Пасу (Julio de La Paz), та було опубліковане в 1933 році.
У 2004 році п'єса була проголошена «культурною спадщиною нації» (Patrimonio cultural de la Nación), тобто частиною офіційної перуанської спадщини.
Історія п'єси проходить на одній з шахт в Серро-де-Паско, де відбувається трагічний конфлік між індіанцями і «sajones» (саксонцями), їх європейськими керівниками. В результаті експлуататора Містера Кінга, власника шахти, вбиває Іґініо, але того невдовзі замінює новий власник, Містер Кап, і боротьба триває. Андійський кондор в заголовку п'єси відображає в символічній формі ідеал стремління до волі.
Знаменита пісня з'являється у фіналі, у оригінальному варіанті п'єси без слів. Пісня написана на мотив танця кашуа, андійського танця, подібного до уайньйо. На створення мелодії, безперечно, автора надихнула народна андійська музика. Слова, що були додані пізніше, написані на кечуа, мові Тауантінсую, імперії Інків, якою все ще розмовляють індіанці Перу. Співак звертається до могутнього андійського кондора з проханням узяти його назад до старого царства Інків, до Мачу-Пікчу. Існує також іспановмовний варіант слів.

## Слова пісні
| Слова мовою кечуа | Іспаномовна версія | Переклад тексту українською з іспанської |
| --- | --- | --- |
| Yaw kuntur llaqtay urqupi tiyaq maymantam qawamuwachkanki, kuntur, kuntur apallaway llaqtanchikman, wasinchikman chay chiri urqupi, kutiytam munani, kuntur, kuntur. Qusqu llaqtapim plazachallanpim suyaykamullaway, Machu Piqchupi Wayna Piqchupi purikunanchikpaq. | Oh majestuoso Cóndor de los Andes, llévame, a mi hogar, en los Andes, Oh Cóndor. Quiero volver a mi tierra querida y vivir con mis hermanos Incas, que es lo que más añoro oh Cóndor. En el Cusco, en la plaza principal, espérame para que a Machu Picchu y Huayna Picchu vayamos a pasear. | О, могутній Кондоре з Анд, віднеси мене в рідний дім у Андах, О, кондоре ! Хочу повернутися до моєї улюбленої землі і жити з моїми братами інками, бо це ж найбільша туга, о, Кондоре ! У Куско, на площі головній, чекай на мене і до Мачу Пікчу і Уаяна Пікчу разом полетимо з тобою. |